# Robin Bengtsson
Robin Bengtsson, švedski pevec,  *27. april 1990, Svenljunga, Švedska.

## Kariera
Leta 2008 je nastopil v Idolu, kjer je končal na tretjem mestu za zmagovalcem Kevinom Borgom in drugouvrščeno Alice Svensson. Sredi leta 2009 je podpisal pogodbo z založbo Merion Music  in izdal pesem »Another Lover's Gone«.Leta 2016 je sodeloval na Melodifestivalen 2016, ki služi kot švedski nacionalni izbor za Pesem Evrovizije. Nastopil je s pesmijo »Constellation Prize«, kjer se je uvrstil na peto mesto.
Leta 2017 se je vrnil na Melodifestivalen s pesmijo »I Can't Go On« in zmagal in postal predstavnik Švedske na Pesmi Evrovizije v Kijevu. Nastopil je v prvem polfinalu 9. maja in se uvrstil v finale. V finalu se je uvrstil na peto mesto.
Leta 2019 je sodeloval v oddaji Let's Dance. Njegova soplesalka je bila Sigrid Bernson. Par je zasedel skupno peto mesto. Leta 2020 je ponovno sodeloval na Melodifestivalnu s pesmijo  »Take a Chance«. V finalu izbora je končal na osmem mestu. Na Melodifestivalen se je vrnil leta 2022 s pesmijo »Innocent Love«. V finalu izbora je zasedel 11. mesto.

## Diskografija

### Pesmi
| »Fields of Gold«                                                                   | 2008 | 15 | —   | —  | —  | —  | —  |
| »Another Lover's Gone«                                                             | 2009 | 8  | —   | —  | —  | —  | —  |
| »Long Long Night« (skupaj s Kim Fransson)                                          | 2010 | —  | —   | —  | —  | —  | —  |
| »Cross the Universe«                                                               | 2012 | —  | —   | —  | —  | —  | —  |
| »I Don't Like to Wait«                                                             | 2013 | —  | —   | —  | —  | —  | —  |
| »Fired« (skupaj z J-Son)                                                           | 2014 | —  | —   | —  | —  | —  | —  |
| »Sleep On It«                                                                      | 2014 | —  | —   | —  | —  | —  | —  |
| »Constellation Prize«                                                              | 2016 | 2  | —   | —  | —  | —  | —  |
| »I Can't Go On«                                                                    | 2017 | 3  | 130 | 19 | 66 | 27 | 83 |
| »Dark Angel«                                                                       | 2017 | —  | —   | —  | —  | —  | —  |
| »Day by Day«                                                                       | 2018 | —  | —   | —  | —  | —  | —  |
| »Liar«                                                                             | 2018 | —  | —   | —  | —  | —  | —  |
| »I Wanna Fall In Love Again«                                                       | 2018 | —  | —   | —  | —  | —  | —  |
| »Never Born to Love«                                                               | 2018 | —  | —   | —  | —  | —  | —  |
| »The First to Know«                                                                | 2019 | —  | —   | —  | —  | —  | —  |
| »Already Know«                                                                     | 2019 | —  | —   | —  | —  | —  | —  |
| »Friendzoned« (skupaj z JLC)                                                       | 2019 | 24 | —   | —  | —  | —  | —  |
| »Mama's Song«                                                                      | 2019 | —  | —   | —  | —  | —  | —  |
| »Just Let It Go«                                                                   | 2019 | —  | —   | —  | —  | —  | —  |
| »Take a Chance«                                                                    | 2020 | 13 | —   | —  | —  | —  | —  |
| »I Don't Wanna Be«                                                                 | 2020 | —  | —   | —  | —  | —  | —  |
| »Dancing with the Stars«                                                           | 2020 | —  | —   | —  | —  | —  | —  |
| »Die with You«                                                                     | 2020 | —  | —   | —  | —  | —  | —  |
| »Honey I'm Home«                                                                   | 2020 | —  | —   | —  | —  | —  | —  |
| »Walk On By« (skupaj z Victorio Voss)                                              | 2021 | —  | —   | —  | —  | —  | —  |
| »If I Was You«                                                                     | 2021 | —  | —   | —  | —  | —  | —  |
| »Brother, That's All Right«                                                        | 2021 | —  | —   | —  | —  | —  | —  |
| »Oh My God« (skupaj z Victorio Voss)                                               | 2021 | —  | —   | —  | —  | —  | —  |
| »Innocent Love«                                                                    | 2022 | 10 | —   | —  | —  | —  | —  |
| »Lullaby«                                                                          | 2023 | —  | —   | —  | —  | —  | —  |
| »Out of Love«                                                                      | 2024 | —  | —   | —  | —  | —  | —  |
| »—« označuje singel, ki se ni uvrstil na lestvico ali ni bil izdan na tem ozemlju. |      |    |     |    |    |    |    |